# Furious Karting
Furious Karting est un jeu vidéo de course développé par Babylon Software et édité par Atari SA, sorti en 2002 sur Xbox.

## Accueil
- Jeux vidéo Magazine : 9/20[1]
- Jeuxvideo.com : 15/20[2]